# Glyphis garricki
Espèce
Statut de conservation UICN

 CR [précision nécessaire] : 
En danger critique
Glyphis garricki est une espèce de requins de la famille Carcharhinidae. Il vit dans des rivières du Nord de l'Australie et, vraisemblablement, en Papouasie-Nouvelle-Guinée. Il aurait évolué depuis l'ère du Dévonien[réf. nécessaire]. Cette espèce vit dans des habitats aquatiques avec peu de visibilité et des marées de grande amplitude. Il ressemble à d'autres requins de rivière avec son corps robuste, ses petits yeux et ses amples nageoires. Il mesure jusqu'à 2,5 m de long. Ce requin se nourrit probablement de petits poissons. Il est vivipare, et la femelle a des portées de neuf petits tous les deux ans, avant la saison des pluies. 
L'espèce est très rare. En raison de la menace de la pêche commerciale et sportive, et peut-être aussi de la dégradation de son habitat, elle a été classée comme espèce en danger critique d’extinction par l'UICN.

## Taxonomie
Les premiers individus connus de Glyphis garricki, deux mâles nouveau-nés, ont été découverts par l'ichtyologue Jack Garrick de Nouvelle-Zélande, d'où vient le nom scientifique de l'espèce. Ce requin était connu comme Glyphis sp. C jusqu'en 2008, lorsqu'il a été décrit formellement par Leonard Compagno, William Toby White (d) et Peter Robert Last (d) dans un rapport de l'Organisation pour la Recherche Scientifique et Industrielle du Commonwealth. Le spécimen type est une femelle de 67 cm de long, trouvée dans la rivière East Alligator (d), dans le Parc national de Kakadu (Australie, Territoire du Nord).

## Distribution et habitats
Glyphis garricki a été repéré dans l'Ouest de l'Australie, dans les rivières Adelaide et East Alligator dans le Nord de l'Australie, et vraisemblablement dans la rivière Fly en Papouasie Nouvelle-Guinée. Il vit dans les grandes rivières, les estuaires et les baies, des habitats qui se caractérisent par des eaux troubles, des fonds boueux et de grandes marées. Les requins jeunes peuvent se trouver en eau douce,.

## Description
De même que d'autres membres de ce genre, Glyphis garricki a un corps robuste. La tête est large et aplanie, avec des yeux petits équipés de membranes nictitantes. Les fosses nasales se divisent en une grande ouverture pour l'entrée de liquide et une autre plus petite pour la sortie. La bouche a un large tour. Elle compte 31 à 34 rangées de dents à la mâchoire supérieure et de 30 à 35 à la mâchoire inférieure. Les dents supérieures sont triangulaires, alors que les inférieures sont plus étroites et droites ou légèrement incurvées.
Les nageoires pectorales sont grandes et amples. Les nageoires pelviennes sont triangulaires, avec des marges presque droites. La première nageoire dorsale est de base large et triangulaire, avec la pointe formant un angle presque droit. La nageoire anale est plus petite que la deuxième nageoire dorsale. 
Ce requin est de couleur gris acier sur sa partie supérieure, et blanc en dessous. La ligne de transition entre les deux couleurs est très prononcée, et se trouve bien en dessous des yeux. Les nageoires anale et caudale présentent des couleurs sombres ou noires. La longueur maximale connue est de 2,5 m. Cette espèce se différencie du Requin lancette (Glyphis glyphis) par divers caractères morphologiques et génétiques, dont une moindre quantité de vertèbres (137-151 contre 213-222) et une limite entre les couleurs grise et blanche plus basse et irrégulière.

## Biologie et écologie
Avec ses dents fines, ses petits yeux et la grande densité d'ampoules de Lorenzini, Glyphis garricki semble être adapté à la chasse aux poissons dans des conditions de mauvaise visibilité. Ces requins peuvent entrer et sortir des zones habituelles d'alimentation avec la marée,. De même que d'autres Carcharhinidés, cette espèce est vivipare. Les femelles mettent bas autour d'octobre, avant le début de la saison des pluies, vraisemblablement tous les deux ans. Une des femelles examinées contenait neuf fœtus. Les petits mesurent à la naissance moins de 67 cm de long. Les mâles deviennent matures lorsqu'ils mesurent entre 1,2 et 1,4 m et les femelles entre 1,4 et 1,7 m.

## Interaction avec les humains
Les Glyphis garricki semblent être très peu abondants, même s'il se peut que d'autres sous-populations restent à découvrir en Australie et en Papouasie-Nouvelle-Guinée. Il y aurait 250 individus vivants dans leur habitat naturel. Cette espèce est capturée illégalement par des pêcheurs commerciaux et des pêcheurs sportifs. La dégradation de son habitat peut représenter une nouvelle menace à sa survie. En raison de sa faible abondance et des menaces d'origine humaine, l'UICN l'a classée comme espèce en danger critique d'extinction. Il a aussi été classée comme espèce en danger en 1999, par l'Acte de conservation de la biodiversité et la protection de l'environnement d'Australie. Le Parc National de Kakadu pourrait être une importante zone protégée pour cette espèce.